# Белль, Анри
Анри Белль (фр. Henri Belle; род. 25 января 1989, Дуала) — камерунский футболист, полузащитник клуба «Фри Стар Клаб».

## Клубная карьера
Белль начал свою профессиональную карьеру в 2007 году в «Котон Спорт». В 2009 году он перешёл в другой камерунский клуб «Юнион Дуала». В июне 2010 года был отдан в аренду в шведский клуб «Эребру», но за него не провёл не одного официального матча и в конце контракт был расторгнут по обоюдному согласию.
В начале 2011 года Белль переехал в Хорватию, где подписал контракт с клубом «Истра 1961». Подвергался расистским насмешкам со стороны болельщиков «жёлто-зеленых». В команде был ключевым игроком, но в 2012 году перешёл в «Сплит». Свой первый гол Белль забил в матче против столичного «Динамо». В 2015 году перешёл в турецкий «Болуспор», за который сыграл 10 матчей.
В феврале 2016 года прибыли на просмотр в белорусский клуб «Белшина» и вскоре подписал контракт с бобруйчанами. В январе 2017 года подписал двухлетний контракт с тунисским клубом «Бизертен», но покинул команду в начале летнего трансферного окна, так и не сыграв ни одного матча.
В марте 2018 года Белль вернулся в Камерун и присоединился к клубу «Драгон».